# Zemmbach
Le Zemmbach est une rivière autrichienne de 29 km de long, affluent en rive gauche affluent de la Ziller, dans le land autrichien du Tyrol. Il draine la Zemmgrund (de) (une des hautes vallées dans les Alpes de Zillertal), traverse le Zemmtal et s'écoule vers Mayrhofen dans la Ziller.